# アパルトヘイト・フリー・ゾーン
アパルトヘイト・フリー・ゾーン（AFZ、英: Apartheid Free Zone）とは、アパルトヘイト政策に関与する製品や制度との関係を断つことを商店や団体、自治体などが自主的に宣言する草の根運動である。1980年代に南アフリカのアパルトヘイト政権に対抗する反アパルトヘイト運動の中で始まり、後にパレスチナ人主導のBDS運動の一環としてイスラエルによるアパルトヘイトやパレスチナ人に対する人権侵害への抵抗する運動として展開されている。
国際的な草の根運動として、商店や企業、文化施設、宗教施設、教育機関、さまざまな規模の自治体などがアパルトヘイト政策への加担や人権侵害への加担に反対することを宣言している。

## 南アフリカのアパルトヘイトに対する市民運動
アパルトヘイト・フリー・ゾーンは、1980年代に世界中で広がった南アフリカのアパルトヘイト体制への抗議運動の中で生まれた。反アパルトヘイト運動はとりわけイギリスで活発に行われ、市民社会や地方自治体が自主的に南アフリカとの経済的・文化的関係を断つことを宣言するボイコット運動が展開し、アパルトヘイトからの解放を目指す区域（フリー・ゾーン）を掲げたことで始まった。
地方自治体としては、1981年にシェフィールド市議会がアパルトヘイト・フリー・ゾーンを宣言し、南アフリカとの貿易停止、文化・スポーツ交流の中止、教育キャンペーンの実施などを行った。こうした動きは「Local Authorities Against Apartheid（LAAA）」というネットワークを通じて広がり、ケンブリッジ、ニューカッスル、ロンドンの複数の区、ウェールズの多くの自治体が参加した。
1985年には、主に労働階級のブラックの人々が住んでいた英国ブリストルのセントポール地区で、セントポール・アパルトヘイト・フリー・ゾーン・キャンペーンが立ち上げられた。地元住民らはスーパーマーケットや個人商店に南アフリカ産商品の販売中止を求め、地元の商店２７店舗全てが賛同するに至った。この成功をきっかけに、大手量販店のテスコのブリストル店に働きかけを続けた結果、南アフリカ製品の取り扱いを停止する初の量販店となった。また、ノッティンガムのフォレスト・フィールズおよびハイソン・グリーン地区でも、住民による草の根キャンペーンが行われ、地元商店の多くが南アフリカ製品のボイコットに加わった。
これらの地域的取り組みは、英国全体での反アパルトヘイト運動と連携し、南アフリカのアパルトヘイト体制の崩壊につながる国際的圧力の一翼を担ったとされている。

## イスラエルのアパルトヘイトに対する市民運動
イスラエルによるパレスチナ人に対する人権侵害、領土の占領、民族浄化、植民地主義に対抗する術として、パレスチナの市民社会は2005年に非武装の抵抗運動であるBDS運動を発表した。この運動は南アフリカの反アパルトヘイト闘争に強く影響を受けており、その一環としてアパルトヘイト・フリー・ゾーンの再導入が提唱された。これは、アムネスティやヒューマン・ライツ・ウォッチといった国際的な人権団体の多くが「イスラエルは国際法上のアパルトヘイトを構成している」と認定したことをもとにしている。
パレスチナの市民社会に対する応答として、アパルトヘイト・フリー・ゾーンは、スペイン、日本、アイルランド、フィンランドなど様々な国と地域で展開されている。